# 范淵
范淵（1453年—1512年），字靜之，號君山，湖廣郴州直隸州桂陽縣人，明朝政治人物。

## 生平
弘治二年（1489年）己酉科湖廣鄉試第十四名舉人，九年（1496年）中式丙辰科會試第七十九名，三甲第一百六十三名進士。授刑部主事，升郎中，出為四川威州知州，作《民訓》十五條，正德五年（1510年）九月升雲南按察司僉事，六年（1511年）二月升雲南按察司副使，七年（1512年）卒於官。

## 家族
曾祖范思德；祖父范愈信；父范志宣，母朱氏。慈侍下。從子范輅。